# 24 uur van Daytona 1984
De 24 uur van Daytona 1984 was de 22e editie van deze endurancerace. De race werd verreden op 4 en 5 februari 1984 op de Daytona International Speedway nabij Daytona Beach, Florida.
De race werd gewonnen door de Kreepy Krauly Racing #00 van Sarel van der Merwe, Graham Duxbury en Tony Martin, die allemaal hun eerste Daytona-zege behaalden. De GTO-klasse werd gewonnen door de Statagraph/Piedmont #4 van Billy Hagan, Terry Labonte en Gene Felton. De GTU-klasse werd gewonnen door de Malibu Grand Prix #76 van Ira Young, Bob Reed, Jack Baldwin en Jim Cook.

## Race
Winnaars in hun klasse zijn vetgedrukt.
| Pos. | Klasse | No. | Team                           | Coureurs                                                  | Chassis                 | Ronden |
| ---- | ------ | --- | ------------------------------ | --------------------------------------------------------- | ----------------------- | ------ |
| 1    | GTP    | 00  | Kreepy Krauly Racing           | Sarel van der Merwe Graham Duxbury Tony Martin            | March 83G               | 640    |
| 2    | GTP    | 6   | Henn's Swap Shop Racing        | A.J. Foyt Bob Wollek Derek Bell                           | Porsche 935             | 631    |
| 3    | GTP    | 44  | Group 44                       | Doc Bundy David Hobbs Bob Tullius                         | Jaguar XJR-5            | 612    |
| 4    | GTP    | 86  | Bayside Disposal Racing        | Al Holbert Claude Ballot-Léna Hurley Haywood Bruce Leven  | Porsche 935             | 604    |
| 5    | GTP    | 9   | La Jolla Trading Group         | Wayne Baker Jim Mullen Tom Blackaller                     | Porsche 935             | 602    |
| 6    | GTO    | 4   | Statagraph/Piedmont            | Billy Hagan Terry Labonte Gene Felton                     | Chevrolet Camaro        | 588    |
| 7    | GTP    | 29  | CAM Motorsports                | John Cooper Bob Evans Paul Smith                          | Nimrod NRA/C2           | 587    |
| 8    | GTP    | 2   | Leon Bros. Racing              | Al Leon Art Leon Terry Wolters                            | March 84G               | 580    |
| 9    | GTP    | 63  | RGP 500 Racing                 | Jim Downing John Maffucci Whitney Ganz                    | Argo JM16               | 579    |
| 10   | GTO    | 09  | Van Every Racing               | Ash Tisdelle Lance van Every                              | Porsche 911 Carrera RSR | 579    |
| 11   | GTP    | 45  | Conte Racing                   | John Morton Bob Lobenberg Tony Garcia                     | Lola T600               | 578    |
| 12   | GTU    | 76  | Malibu Grand Prix              | Ira Young Bob Reed Jack Baldwin Jim Cook                  | Mazda RX-7              | 574    |
| 13   | GTU    | 7   | E. J. Pruitt & Sons            | Blake Pridgen Rusty Bond Ren Tilton                       | Porsche 911             | 571    |
| 14   | GTO    | 38  | Mandeville Auto/Tech           | Roger Mandeville Amos Johnson Danny Smith                 | Mazda RX-7              | 569    |
| 15   | GTO    | 92  | Brumos Racing                  | Richard Attwood Vic Elford Howard Meister Bob Hagestad    | Porsche 928             | 569    |
| 16   | GTP    | 28  | Ray Mallock Racing             | Ray Mallock Drake Olson John Sheldon                      | Nimrod NRA/C2           | 562    |
| 17   | GTP    | 68  | BFGoodrich                     | Pete Halsmer Dieter Quester Ron Grable Rick Knoop         | Lola T616               | 562    |
| 18   | GTU    | 66  | Mike Meyer Racing              | Jack Dunham Paul Lewis Jeff Kline                         | Mazda RX-7              | 553    |
| 19   | GTP    | 24  | Pegasus Racing                 | Bobby Hefner Jack Griffin Hugo Gralia                     | Porsche 935             | 547    |
| 20   | GTU    | 82  | Firestone                      | Lee Mueller John Casey Terry Visger                       | Mazda RX-7              | 542    |
| 21   | GTU    | 87  | Performance Motorsports        | Elliott Forbes-Robinson John Schneider Ken Williams       | Porsche 924 Carrera GTR | 529    |
| 22   | GTP    | 18  | Fomfor Racing                  | Fomfor Albert Naon Diego Montoya                          | Sauber C7               | 509    |
| 23   | GTU    | 55  | Preston & Son Enterprises      | Richard Stevens Mark Brainard Don Herman                  | Mazda RX-7              | 494    |
| 24   | GTP    | 04  | Group 44                       | Bill Adam Pat Bedard Brian Redman                         | Jaguar XJR-5            | 481    |
| 25   | GTO    | 43  | Walker-Brown Racing            | Paul Davey Diego Montoya Brian Goellnicht                 | BMW M1                  | 477    |
| 26   | GTP    | 05  | Hi-Tech Racing                 | Miguel Morejon Fernando Garcia Tico Almeida               | Porsche 935             | 470    |
| 27   | GTO    | 35  | Team Dallas                    | Margie Smith-Haas Paul Gilgan John Zouzelka               | Porsche 911 Carrera RSR | 463    |
| 28   | GTU    | 37  | Vero Racing Ent.               | Tom Burdsall Nort Northam Peter Welter                    | Mazda RX-7              | 433    |
| 29   | GTP    | 03  | Mason Racing                   | Herb Adams Kim Mason Jerry Thompson                       | Chevrolet Monza         | 432    |
| 30   | GTU    | 32  | Lee Industries/Alderman Datsun | Lew Price George Alderman Carson Baird                    | Datsun 280ZX            | 409    |
| DNF  | GTP    | 67  | BFGoodrich                     | Jim Busby Rick Knoop Boy Hayje                            | Lola T616               | 391    |
| 32   | GTO    | 40  | Bieri Racing                   | Uli Bieri Angelo Pallavicini Matt Gysler                  | BMW M1                  | 384    |
| 33   | GTO    | 01  | THR Foreign Car                | George Hulse Pat Lott Jerry Kennedy Michael DeFontes      | Porsche 911 Carrera RSR | 356    |
| DNF  | GTO    | 61  | Deco Sales Associates          | Brent O'Neill Don Courtney Luis Sereix                    | Chevrolet Monza         | 336    |
| DNF  | GTO    | 02  | OMR Engines                    | William Gelles Mike Brummer Steve Cohen                   | Chevrolet Camaro        | 330    |
| DNF  | GTU    | 17  | Al Bacon Racing                | Al Bacon Dennis Krueger Charles Guest                     | Mazda RX-7              | 326    |
| DNF  | GTU    | 27  | Scuderia Rosso                 | Jim Fowells Steve Potter Ray Mummery                      | Mazda RX-7              | 324    |
| 38   | GTO    | 77  | Southern Racing Promins        | Gary Baker Sterling Marlin                                | Chevrolet Corvette      | 316    |
| DNF  | GTU    | 99  | All American Racers            | Chris Cord Jim Adams                                      | Toyota Celica           | 292    |
| DNF  | GTO    | 22  | Oftedahl Racing                | George Schwarz Craig Allen Richard Spenard                | Pontiac Firebird        | 290    |
| DNF  | GTO    | 46  | Tycos Racing                   | Paul Fassler Frank Jellinek Jerry Molnar                  | Pontiac Firebird        | 271    |
| DNF  | GTO    | 26  | Zabatt                         | Tom Nehl Jerry Hansen Nelson Silcox                       | Chevrolet Corvette      | 270    |
| DNF  | GTU    | 90  | 901 Shop                       | Mike Schaefer Jeff Andretti Nick Nicholson Jack Refenning | Porsche 911 SC          | 258    |
| DNF  | GTO    | 53  | Daytona Racing                 | Robert Overby Don Bell Charles Pelz                       | Pontiac Firebird        | 245    |
| DNF  | GTO    | 75  | Bob Gregg Racing               | Bob Young Joe Varde Bob Gregg                             | Chevrolet Camaro        | 245    |
| DNF  | GTO    | 41  | Starved Rock Ledge             | Rusty Schmidt Scott Schmidt Max Schmidt                   | Chevrolet Corvette      | 245    |
| DNF  | GTP    | 97  | Tide & Mosler Racing           | Steve Shelton Tom Shelton                                 | Ferrari 512 BB          | 242    |
| DNF  | GTU    | 79  | Whitehall/Promotions           | Bob Bergstrom Innes Ireland Tom Winters                   | Porsche 924 Carrera GTR | 236    |
| DNF  | GTP    | 19  | Performance Motorcar           | Jack Miller Carlos Ramirez Vicki Smith                    | Nimrod NRA/C2           | 235    |
| DNF  | GTP    | 11  | Dillon Enterprises             | Joe Ruttman Mike Laws Don Schoenfeld Tich Richmond        | Chevrolet Camaro        | 227    |
| DNF  | GTO    | 8   | Rennsport Enterprise           | Jack Lewis Bob Beasley John Ashford                       | Porsche 911 Carrera RSR | 220    |
| DNF  | GTU    | 51  | Chris Wilder                   | Chris Wilder Dennis DeFranceschi Buz McCall               | Porsche 911             | 212    |
| DNF  | GTO    | 54  | Bob Copeman                    | Bruce Redding H. J. Long Bob Copeman Jerry Jolly          | Porsche 911 Carrera RSR | 197    |
| DNF  | GTP    | 70  | Z&W Motorsports                | David Weitzenhof David Loring Pierre Honegger             | Mazda GTP               | 187    |
| DNF  | GTP    | 3   | Pegasus Racing                 | Ken Madren Wayne Pickering M. L. Speer                    | March 84G               | 186    |
| DNF  | GTP    | 5   | Bob Akin Motor Racing          | Bob Akin John O'Steen Bobby Rahal                         | Porsche 935             | 181    |
| DNF  | GTO    | 85  | Latino Racing                  | Kikos Fonseca Carlos Fallas Jamsal                        | Porsche 911 Carrera RSR | 179    |
| DNF  | GTU    | 10  | Dave White Racing              | Jerry Kendall Bill Johnson Dave White                     | Porsche 924 Carrera GTR | 162    |
| DNF  | GTU    | 60  | Team Morrison                  | Jim Cook Tommy Morrison Tony Swan                         | Mazda RX-7              | 162    |
| DNF  | GTO    | 39  | Luger Reality                  | Roy Newsome Bobby Diehl Dale Kreider Luis Sereix          | Chevrolet Corvette      | 157    |
| DNF  | GTO    | 73  | Howey Farms                    | Clark Howey David Crabtree Tracy Wolf                     | Chevrolet Camaro        | 150    |
| DNF  | GTO    | 47  | Dingman Bros. Racing           | Walt Bohren Billy Dingman Roger Bighouse                  | Chevrolet Corvette      | 135    |
| DNF  | GTP    | 16  | Marty Hinze Racing             | Randy Lanier Marty Hinze Bill Whittington                 | March 83G               | 131    |
| DNF  | GTU    | 93  | Mid-O Racing                   | Kelly Marsh Don Marsh Ron Pawley                          | Mazda RX-7              | 129    |
| DNF  | GTO    | 57  | Diego Febles Racing            | Diego Febles Tato Ferrer                                  | Porsche 911 Carrera RSR | 127    |
| DNF  | GTP    | 1   | Dr. Ing. H.C.F. Porsche        | Mario Andretti Michael Andretti                           | Porsche 962             | 127    |
| DNF  | GTO    | 72  | Centurian Auto Transport       | Tommy Riggins Les Delano Andy Petery                      | Chevrolet Camaro        | 126    |
| DNF  | GTO    | 21  | Oftedahl Racing                | Mike Field Jack Newsum Rob McFarlin                       | Pontiac Firebird        | 118    |
| DNF  | GTU    | 58  | El Salvador Racing             | Jim Trueman Deborah Gregg Alfredo Mena                    | Porsche 924 Carrera GTR | 110    |
| DNF  | GTP    | 07  | Heimrath Racing                | Ludwig Heimrath Ludwig Heimrath jr.                       | Porsche 930             | 90     |
| DNF  | GTO    | 49  | Comp. Fiberglass               | Mitchell Bender Bard Boand Brian Utt Phil Currin          | Chevrolet Corvette      | 66     |
| DNF  | GTO    | 20  | Paul Canary Racing             | Paul Canary Jim Sanborn Victor Gonzalez                   | Chevrolet Corvette      | 64     |
| DNF  | GTP    | 25T | Red Lobster Racing             | Dave Cowart Kenper Miller Mauricio de Narváez             | March 83G               | 60     |
| DNF  | GTO    | 94  | Tangent Racing                 | Bill Gardner Ronnie Sanders James Durovy                  | Pontiac Firebird        | 52     |
| DNF  | GTO    | 88  | Motorsport Marketing           | Ken Murray R. J. Valentine Bob Barnett                    | Chevrolet Camaro        | 51     |
| DNF  | GTU    | 98  | All American Racers            | Wally Dallenbach jr. Michael Chandler Dennis Aase         | Toyota Celica           | 49     |
| DNF  | GTO    | 91  | Walter Johnston                | Del Russo Taylor Larry Figaro Enrique Novella             | Pontiac Firebird        | 38     |
| DNF  | GTO    | 33  | K&P Racing                     | Karl Keck William Wessel Allan Chastain                   | Chevrolet Corvette      | 38     |
| DNF  | GTP    | 15  | Kalagian Ardisana              | John Kalagian John Lloyd John Mills                       | Lola T600               | 27     |
| DNF  | GTU    | 23  | New Raytown Datsun             | Frank Carney Dick Davenport Bob Hindson                   | Datsun 200SX            | 25     |
| DNF  | GTU    | 84  | Auto-Line Motorsport           | Clay Young Doug Grunnet Jim Burt                          | Pontiac Fiero           | 19     |
| DNF  | GTU    | 13  | Rubino Racing                  | Frank Rubino Jose Rodriguez Dennis Vitolo                 | Mazda RX-7              | 17     |
| DNQ  | GTU    | 69  | John Hofstra                   | John Hofstra George Shafer Peter Uria                     | Porsche 911             | 0      |
| DNQ  | GTU    | 81  | Diamond Racing                 | John Saucier Ronnie Franklin Chuck Gravel                 | Datsun Z                | 0      |
| DNQ  | GTU    | 42  | Ken Moore                      | Robin Boone H. J. Long Rich Bontempi                      | Porsche 911             | 0      |
| DNQ  | GTO    | 83  | Diamond Racing                 | Mike Gassaway Steve Pfeifer Bob Tayar                     | Chevrolet Camaro        | 0      |

1962 · 1963 · 1964 · 1965 · 1966 · 1967 · 1968 · 1969 · 1970 · 1971 · 1972 · 1973 · 1974 · 1975 · 1976 · 1977 · 1978 · 1979 · 1980 · 1981 · 1982 · 1983 · 1984 · 1985 · 1986 · 1987 · 1988 · 1989 · 1990 · 1991 · 1992 · 1993 · 1994 · 1995 · 1996 · 1997 · 1998 · 1999 · 2000 · 2001 · 2002 · 2003 · 2004 · 2005 · 2006 · 2007 · 2008 · 2009 · 2010 · 2011 · 2012 · 2013 · 2014 · 2015 · 2016 · 2017 · 2018 · 2019 · 2020 · 2021 · 2022 · 2023 · 2024 · 2025